# We Broke the Rules
We Broke the Rules —en español «Nosotros rompimos las reglas»— es el nombre del segundo álbum de estudio oficial grabado por el grupo de bachata estadounidense Aventura. Fue lanzado al mercado bajo el sello discográfico Premium Latin Music el 2 de julio de 2002. Cuenta con el éxito mundial Obsesión.

## Lista de canciones
Todas las canciones escritas y compuestas por Anthony "Romeo" Santos, excepto donde se indique. 
| N.º | Título                                               | Duración |  |
| 1.  | «Obsesión» (Con Judy Santos)                         | 4:14     |  |
| 2.  | «I Believe (Yo creo)» (Con Toby Love)                | 4:37     |  |
| 3.  | «Todavía me amas»                                    | 4:43     |  |
| 4.  | «Perdí el control»                                   | 4:06     |  |
| 5.  | «Amor de madre»                                      | 6:02     |  |
| 6.  | «Gone» (Justin Timberlake, Wade Robson)              | 4:26     |  |
| 7.  | «Mi Puerto Rico»                                     | 3:49     |  |
| 8.  | «Enséñame a olvidar»                                 | 5:52     |  |
| 9.  | «9:15 (Nueve y Quince)» (Henry Santos, Romeo Santos) | 4:22     |  |
| 10. | «Obsesión (English Remix)»                           | 4:10     |  |

- "Perdí El Control" samplea "Axel F" de Harold Faltermeyer
- "I Believe (Yo Creo)" contiene una interpolación de "Smooth Criminal" de Michael Jackson

- Datos: Q4018653